# Svizzera 4
Svizzera 4 (in francese Suisse 4, in tedesco Schweiz 4, in romancio Svizra 4) è stato un canale televisivo svizzero edito dalla SRG SSR.

## Storia
Originariamente vennero create nel 1982 le frequenze di SSR Canale Sportivo (tedesco: SRG Sportkette, francese: SSR Chaîne Sportive) in seguito alla vertiginosa ascesa delle trasmissioni sportive sulla televisione svizzera. Nel 1993 nacque il canale S Plus (Sportkette Plus), ma all'inizio era disponibile solo nella Svizzera tedesca e trasmetteva solo in tedesco; una volta divenuto disponibile su tutto il territorio svizzero, il 1º marzo 1995 cambiò nome in Svizzera 4 e iniziò le proprie trasmissioni anche in francese e in italiano.
Durante la sua breve esistenza, tuttavia, ha quasi sempre registrato un basso riscontro di pubblico, motivo per cui è stato chiuso il 1º settembre 1997. Dopo la chiusura di questo canale, le filiali radiotelevisive della SRG SSR decisero di creare ognuna una propria seconda rete televisiva, visibile solo all'interno della zona linguistica di riferimento.

## Trasmissioni
Durante il mattino, Svizzera 4 era in syndication con Euronews e nel resto della giornata trasmetteva programmi culturali e sportivi. Questo canale era molto simile a HD Suisse.
L'immagine d'antenna di Svizzera 4 era costituita da fotografie aeree scattate da un elicottero per mezzo di una speciale mongolfiera che sorvolava la campagna svizzera. Il pallone speciale, alto 50 metri, aveva la forma di un quattro. Per queste fotografie aeree, Marco Fumasoli ha avuto l'idea di ritrarre la Svizzera in volo a bassa quota. Da qui è nato il programma Swissview.
| Controllo di autorità | VIAF (EN) 789145858093723021933 |